# Eduardo D. Sontag
Eduardo Sontag (1951, Buenos Aires, Argentina) es un matemático estadounidense de origen argentino. Trabaja en sistemas dinámicos, biología de sistemas, teoría del control, ingeniería del control y química teórica.

## Biografía
Estudió en la Universidad de Buenos Aires donde obtuvo su título de matemático en 1972. En 1976 obtuvo su Doctorado (Ph.D.) en Matemáticas con Rudolf Kalman en el Centro para la Teoría de Sistemas Matemáticos (Center for Mathematical Systems Theory) de la Universidad de Florida, Estados Unidos.
Desde 1977, Sontag se ha desempeñado en el Departamento de Matemática de la Universidad Rutgers, la universidad estatal del Estado de Nueva Jersey, como Profesor de Matemática y miembro de las Facultades de Graduados del Departamento de Ciencias de la Computación y del Departamento de Ingeniería Eléctrica y de la Computación. 
Es también director de SYCON (Systems and Control), el Centro de Sistemas y Control de Rutgers, y cofundador y miembro del Comité Director del BioMaPS Instituto de Biología Cuantitativa].
Sontag pertenece al Comité Editorial de las siguientes revistas científicas: IEE Proceedings Systems Biology (enlace roto disponible en Internet Archive; véase el historial, la primera versión y la última)., SIAM Review, Synthetic and Systems Biology, International Journal of Biological Sciences, Journal of Computer and Systems Sciences, así como al Comité Asesor de Neural Computing Surveys, y ha pertenecido a los comités editoriales de IEEE Transactions in Automatic Control, Systems and Control Letters, Dynamics and Control, Neurocomputing, Neural Networks, Control-Theory and Advanced Technology, y Control, Optimization and the Calculus of Variations. También es cofundador y codirector editor del Springer journal: MCSS (Mathematics of Control, Signals, and Systems).
Eduardo Sontag es miembro del Instituto de Ingenieros Eléctricos y Electrónicos (IEEE) de los Estados Unidos, y ha sido Director de Programas y Vicepresidente del Grupo de Actividad en Teoría del Control y Sistemas de la Sociedad para las Matemáticas Industrial y Aplicada (SIAM). Ha sido miembro de varios comités de SIAM y Presidente de su Comité de Derechos Humanos de los Matemáticos. 
Ha sido premiado con el Premio Reid en Matemáticas en 2001, el Premio Hendrik W. Bode Lecture de la IEEE en 2002, el Premio del Comité de Notables a la Excelencia en la Investigación de la Universidad de Rutgers (Board of Trustees Award for Excellence in Research) en 2002, y el Premio Docente/Académico de la Universidad de Rutgers en 2005.

## Investigaciones
Su trabajo en teoría del control (control theory) ha conducido a crear el concepto de estabilidad de entrada de estado (input to state stability) (ISS), una noción sobre teoría de la estabilidad (stability theory) para sistemas no lineales (nonlinear systems), y funciones de control de Lyapunov (control-Lyapunov functions). 
En sistemas biológicos, Sontag introdujo junto con David Angeli el concepto de sistema monótono de entrada/salida (input/output monotone system).

## Publicaciones
Sontag es un investigador ampliamente citado por la comunidad científica que ha publicado entre otros trabajos: 
- Temas de Inteligencia Artificial (Buenos Aires: Prolam, 1972, -versión en línea aquí)
- Polynomial Response Maps (Berlín: Springer, 1979)
- Mathematical Control Theory: Deterministic Finite Dimensional Systems (textos en Applied Mathematics 6, 2ª ed. 532 p. New York: Springer, 1998 ISBN 1461205778, ISBN 9781461205777) Archivado el 31 de octubre de 2008 en Wayback Machine.

- Lista completa de publicaciones
- Publicaciones que pueden ser consultadas en línea